# Герб Велаша
Ге́рб Ве́лаша — офіційний символ містечка Велаш, Португалія. Використовується як територіальний герб. У синьому щиті чорна каравела, обрамлена золотом, з двома щоглами, на яких срібні вітрила із Христовими хрестами. Вона пливе по морю, зображеному чотирма хвилястими смугами — двома срібними і двома зеленими. У золотій главі щита червоний яструб із розкритими крилами. Обабіч нього два португальські щитки. Щит увінчує срібна мурована містечкова корона з чотирма вежами.  Під щитом біла стрічка, на якій великими літерами напис португальською: «Velas» (Велаш).  Офіційно затверджений 27 липня 1972 року.  

## Галерея

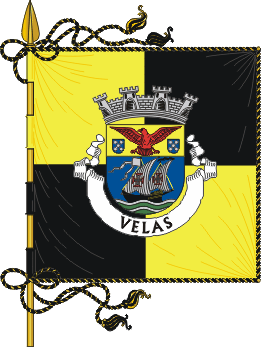
Прапор